# Karin Hassle (musiker)

Karin Elisabeth Håkan Hassle, född Håkansson 20 augusti 1975 i Östersund, är en svensk musik- och sångpedagog, sångerska, låtskrivare och författare.
Karin Hassle, som växte upp i Liden i Medelpad, är sångerska och arrangör i jazzbandet Vila som släppte sitt första album i mars 2006, Ps – Psalmer på nytt sätt. Hassle har vidare medverkat i olika barnmusikproduktioner och bland annat skrivit huvudtemat till barnprogrammet Ut på Vischan. 
I maj 2006 gav hon ut ett barnalbum som hon gjort tillsammans med Andreas Andersson, Under samma himmel. I sångerna får man genom djurens ögon möta ett mångkulturellt samhälle och smaka på olika musikstilar.
Karin Hassle har arbetat tillsammans med ett antal olika artister, bland andra Louise Hoffsten, Staffan Hellstrand, Michael Ruff, Roland Utbult och Bengt Johansson samt är medlem i gospelkören The Masters Voice. 
Hassle tilldelades "Bästa Innovativa lärare år 2006" av Microsoft AB. Hon tilldelades "Rosenborg-Gehrmans Pedagogstipendium år 2006" av Inge och Einar Rosenborgs Stiftelse för Svensk Musik.
Karin Hassle är författare till Hiphopboken, Gehrmans musikförlag (2005) och Glädje, lek och musik, Natur och Kultur (2008). Författare av lärarhandledningen till serien, De kidnappade instrumenten, Utbildningsradion  (2020).

## Jazzbandet Vila
Vila är en jazzinfluerad svensk grupp som tolkar kända och okända psalmer. Vila består av fem vänner som till vardags befinner sig i relativt skilda musikaliska sammanhang: Karin Hassle på sång, Sebastian Robertsson på piano, Johan Tjernström på bas, Michael Eriksson på trummor och Andreas Andersson på saxofon. Tjernström spelar också med Samuel Ljungblahd och Eriksson spelar storbandsjazz, motown-punk och gospel, medan Andersson är aktiv i Anders Berglunds storband och afrobeatbandet Ramses Revolution. 
På Vilas första skiva ”PS – Psalmer på nytt sätt”, som släpptes i mars 2006, finns psalmer som Se, jag vill bära ditt budskap, Herre i afrikansk tappning liksom mer okända såsom Som ett sandkorn och en avskalad version av O Herre i dina händer. Även om låtarna är jazzinfluerade är skivan tänkt för en bredare målgrupp.